# Dukuh Lor
Dukuh Lor is een bestuurslaag in het regentschap Bojonegoro van de provincie Oost-Java, Indonesië. Dukuh Lor telt 1691 inwoners (volkstelling 2010).